# Stadio Akron
Lo stadio Akron (in spagnolo Estadio Akron), denominato fino al 2016 stadio Omnilife (in spagnolo Estadio Omnilife), è uno stadio calcistico situato a Zapopan, nei pressi di Guadalajara, in Messico. 
È sede abituale delle partite casalinghe del Club Deportivo Guadalajara, militante nella prima divisione messicana, e che, come lo stesso stadio, viene chiamato anche Chivas.

## Storia
I lavori di costruzione dello stadio, iniziati nel 2007, si sono conclusi il 29 luglio 2010. Il 30 luglio si è giocata la partita inaugurale che ha visto di fronte la squadra locale di Guadalajara contro il Manchester United. Lo stadio è di proprietà di Jorge Vergara, imprenditore messicano proprietario anche del gruppo alimentare Omnilife che dà il nome allo stadio.
La superficie del campo è in erba sintetica.
Nel giugno e luglio del 2011 è stato teatro di diverse partite del mondiale Under-17, tra cui anche una semifinale, mentre nell'ottobre 2011 è stato teatro della cerimonia di apertura e di chiusura dei XVI Giochi panamericani e degli incontri di calcio maschile e femminile della stessa manifestazione, in programma a Guadalajara.